# Газетта

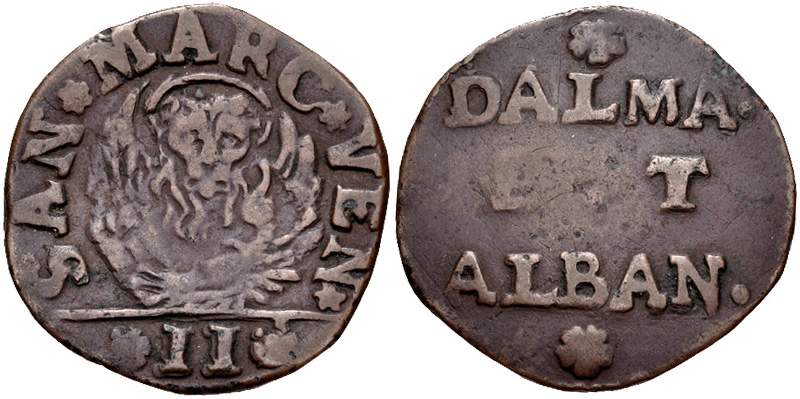
Газетта, отчеканенная для венецианских колоний Далмации и Албании

Газетта, гадзетта (итал. gazzetta) — народное название венецианских монет номиналом в 2 сольдо. Первые монеты были отчеканены в 1539 году из низкопробного серебра биллона. Газетты непрерывно чеканили вплоть до середины XVII столетия. Выпускали также монеты кратных номиналов в 2, 3, 4 и 10 газетт. 10 газетт получили название лироне, или лирацца.
Вначале аверс содержал изображение коленопреклонённого перед апостолом Марком дожа, а реверс — изображение Иисуса Христа. В XVII столетии на аверс стали помещать венецианского льва.
Кроме венецианских газетт, известно большое количество подражаний в государствах северной Италии. Венеция чеканила газетты в большом количестве для Леванта. В 1801 году бронзовые монеты номиналом в 1, 5 и 10 ионийских газет с изображённым на них львом святого Марка выпускала республика Семи Островов, занимающая территорию Ионических островов.
Венецианская газета La gazeta dele novità (венет.) (дословно — «Новостей на газетту») продавалась за одну газетту. Номинал данной монеты дал название не только венецианской, но и всем последующим газетам через название первой еженедельной газеты «La Gazette», которая издавалась в Париже с 1631 года врачом Ренодо при поддержке кардинала Ришельё.